# 宮崎遵
宮崎 遵（みやざき じゅん、1963年5月15日 - ）は、日本の実業家。エバラ食品工業株式会社代表取締役社長を経て、同社代表取締役会長。

## 人物・経歴
神奈川県出身。1987年明治学院大学文学部卒業、エバラ食品工業入社。2003年市販営業企画室長。2004年経営企画室長。2006年執行役員マーケティング本部長に昇格。2011年取締役マーケティング部門担当。2012年から代表取締役社長を務め、主力商品「黄金の味」のリニューアルなどを行った。2020年エバラ食品工業代表取締役会長。